# (6527) Takashiito
(6527) Takashiito – planetoida z pasa głównego asteroid okrążająca Słońce w ciągu 3 lat i 142 dni w średniej odległości 2,26 j.a. Została odkryta 31 października 1992 roku w obserwatorium w Yakiimo przez Akirę Natoriego i Takeshiego Uratę. Nazwa planetoidy pochodzi od Takashiego Ito (ur. 1967), japońskiego naukowca planetarnego, specjalizującego się dynamice ruchu planetoid. Przed nadaniem nazwy planetoida nosiła oznaczenie tymczasowe (6527) 1992 UF6.